# ヤナ・アジモワ
ヤナ・アジモワ（Yana Azimova、1994年7月5日 – ）は、アゼルバイジャンのバレーボール選手。ポジションはセッター。ウクライナ出身チェルニーヒウ生まれ。アゼルバイジャン代表。

## 来歴
ウクライナのチェルニーヒウ出身。2018年にアゼルバイジャン代表に初選出された。世界選手権と2019年の欧州選手権に出場した。

## 球歴
- 世界選手権 - 2018年
- 欧州選手権 - 2019年

## 所属クラブ
- Telekom Baku（2013-2015年）
- Lokomotiv Baku（2015-2016年）
- Telekom Baku（2016-2017年）
- Absheron（2017-2018年）
- アゼルレイル・バクー（2018-2019年）
- Mübariz SK（2019-2020年）
- Maccabi Hadera Hefer（2020-）